# Desastres em 1961
Nesta página encontrará referências aos desastres ocorridos durante o ano de 1961.

## Fevereiro
- 18 de Fevereiro - Encalha na Ponta do Marvão, costa da ilha de Santa Maria, Açores, o petroleiro norueguês “Velma”, partindo-se posteriormente o casco em dois.

## Março
Em 17 de Março, a UPA(União dos Povos de Angola) inicia a luta de guerrilha depois de vários massacres de colonos portugueses, dando assim inicio à Guerra Colonial Portuguesa.

## Novembro
- 23 de novembro - Um jacto Comet 4 das Aerolineas Argentinas (Voo Aerolíneas Argentinas 322) caiu logo após descolar de Viracopos, provocando a morte das 52 pessoas que estavam a bordo. [1]

## Dezembro
- 17 de Dezembro - Incêndio no Gran Circus Norte-Americano, em Niterói/RJ deixa 500 mortos.